# Nitrospira
Cet article concerne le genre Nitrospira. Pour la classe des Nitrospira du phylum des Nitrospirae, voir Nitrospirae.
Genre
Nitrospira est un genre de bactérie de la famille des Nitrospiraceae.

## Liste d'espèces
Selon NCBI (10 janv. 2011) :
- Candidatus Nitrospira bockiana
- Candidatus Nitrospira defluvii
- Nitrospira calida
- Nitrospira marina
- Nitrospira moscoviensis